# Shougang
Shougang is een van de oudste Chinese overheidsbedrijven en 's lands op vijf na grootste staalbedrijf in 2020. De naam is een samentrekking van de Chinese woorden voor hoofdstad en staal. Het bedrijf was daarom internationaal ook gekend als Capital Steel.
Wereldwijd was Shougang in 2020 de op acht na grootste met een staalproductie van 34 miljoen ton. Het bedrijf is daarnaast ook bedrijvig in industriële controlesystemen en de computersector. De groep bestaat uit verschillende gespecialiseerde divisies:
- Shougang Concord Century Holdings: ijzererts, mineralen en metalen.
- Shougang Concord International Enterprises: elektronica en staalproducten.
- Shougang Concord Grand: vastgoed en ontwikkeling.
- Shougang Concord Technology Holdings: producten als kabels en connectoren.

## Geschiedenis
De onderneming werd in 1919 opgericht als Shijingshan Steel. In 1992 werd een open ijzerertsmijn in Peru aangekocht. In 2008 hield Australië de verkoop van 20% van Mount Gibson Iron in West-Australië tegen. In 2011 werd in Maleisië de joint venture Eastern Steel opgericht. Tussen 2015 en 2018 werd de productiecapaciteit in China middels een miljardeninvestering meer dan verdubbeld. Ook in 2015 nam de groep een belang van 51 procent in Jingtang Iron & Steel. In 2019 werd 15 procent van Shougang overgedragen aan Baowu Steel, China's grootste staalproducent.
De groep moest haar fabriek in Peking tegen 2010 verhuizen naar het kunstmatig eiland Caofeidian op circa 200 kilometer van Peking vanwege de vervuiling die ze veroorzaakte. Bovenop de voormalige fabriek werd een big air-schans gebouwd voor de Olympische Winterspelen in 2022.

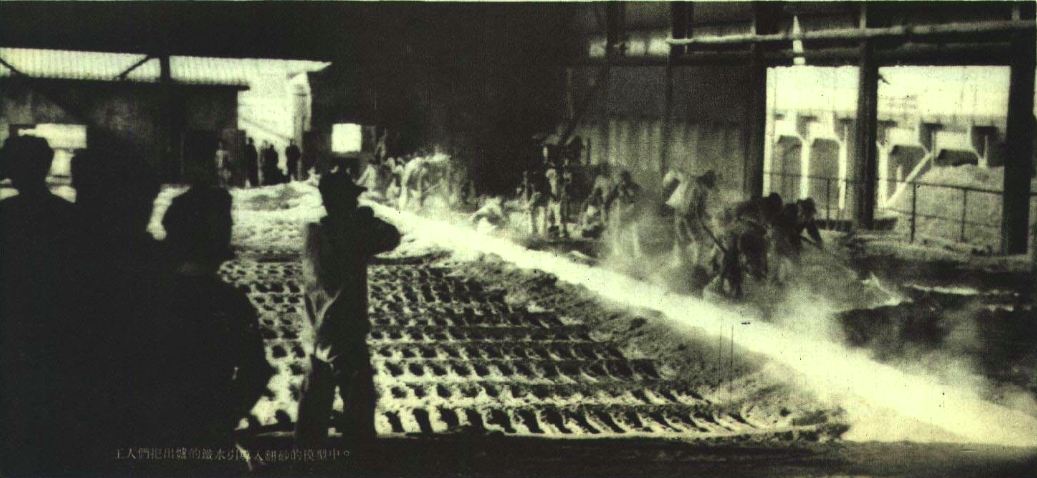
1950
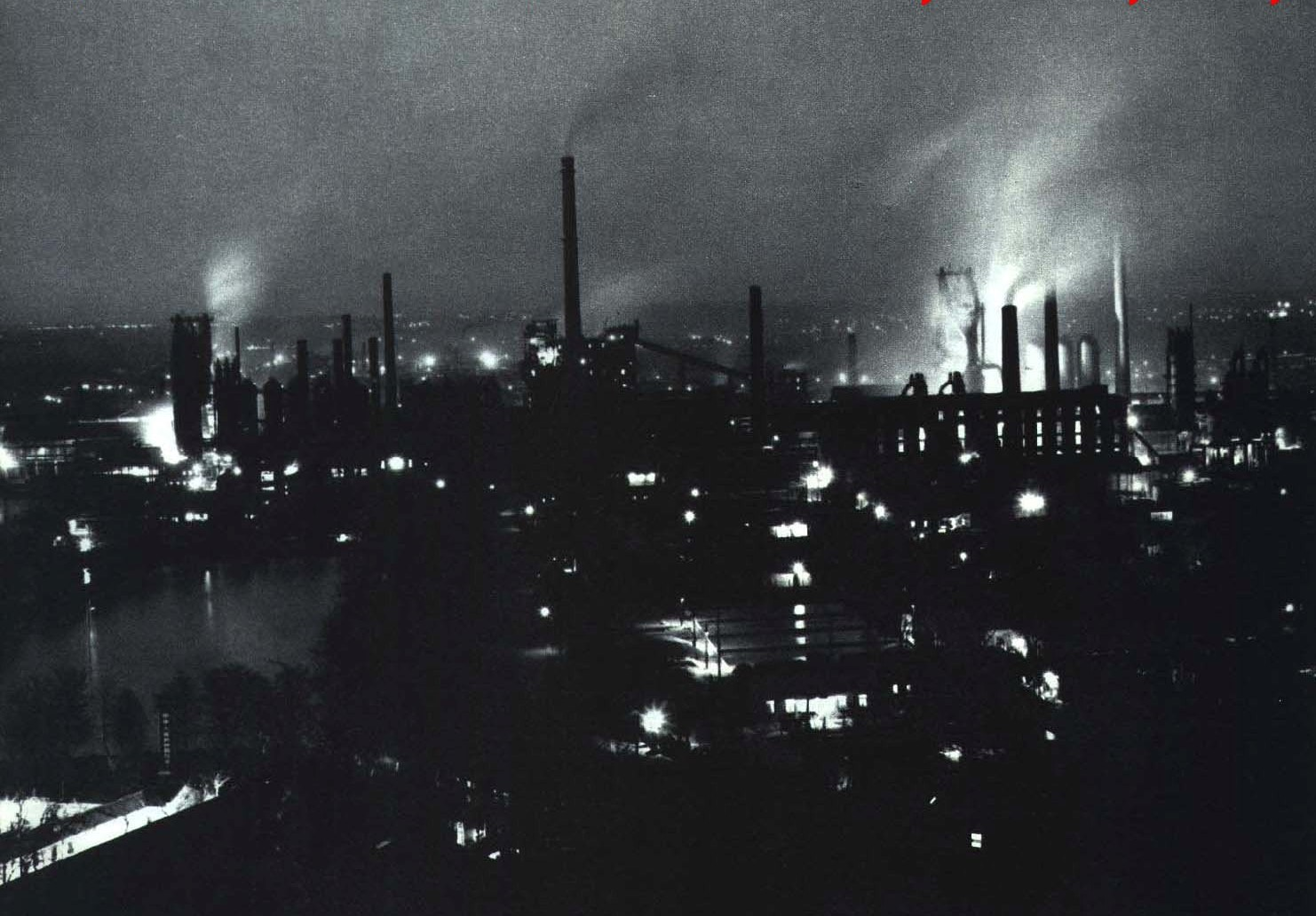
1964
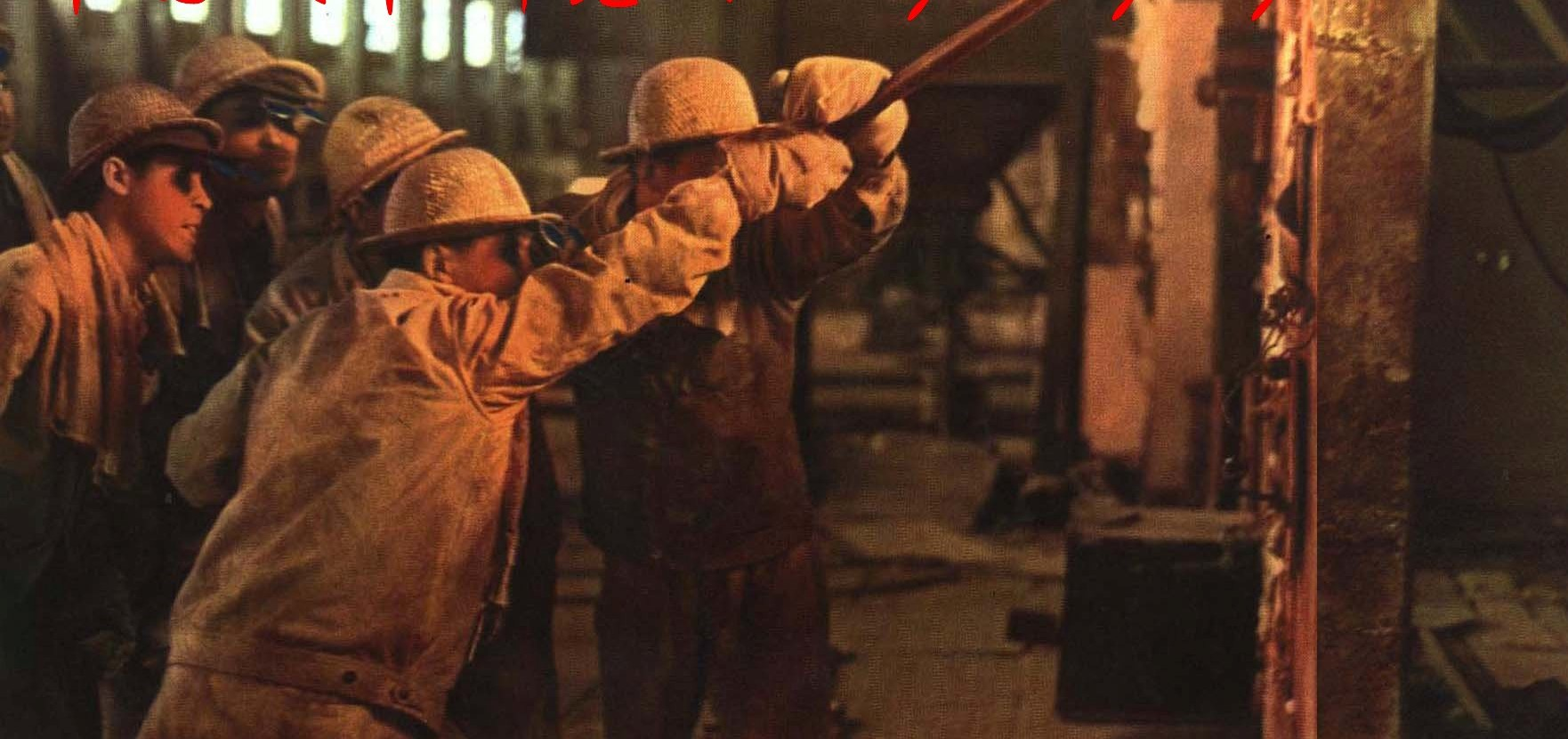
1967
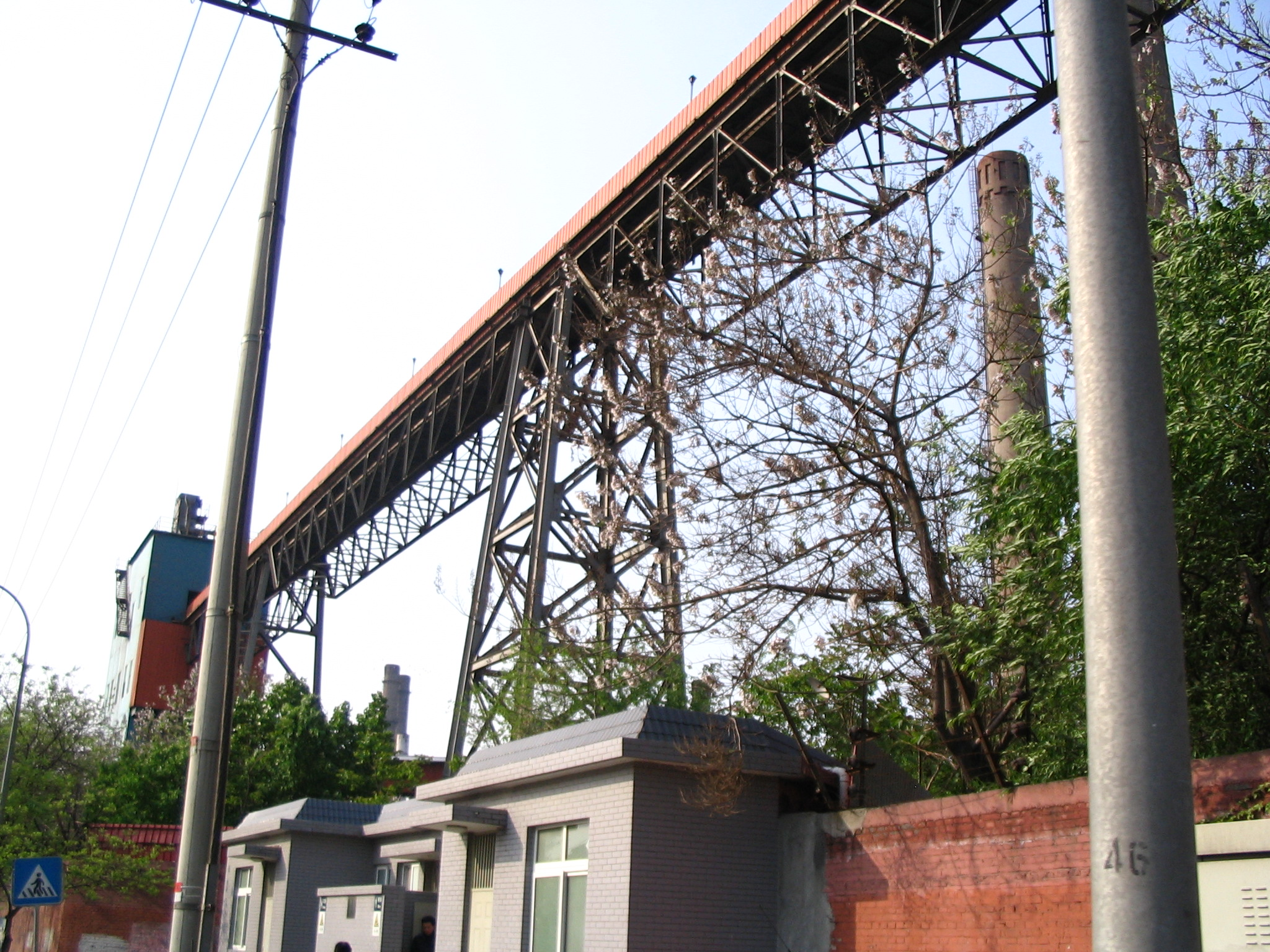
2008
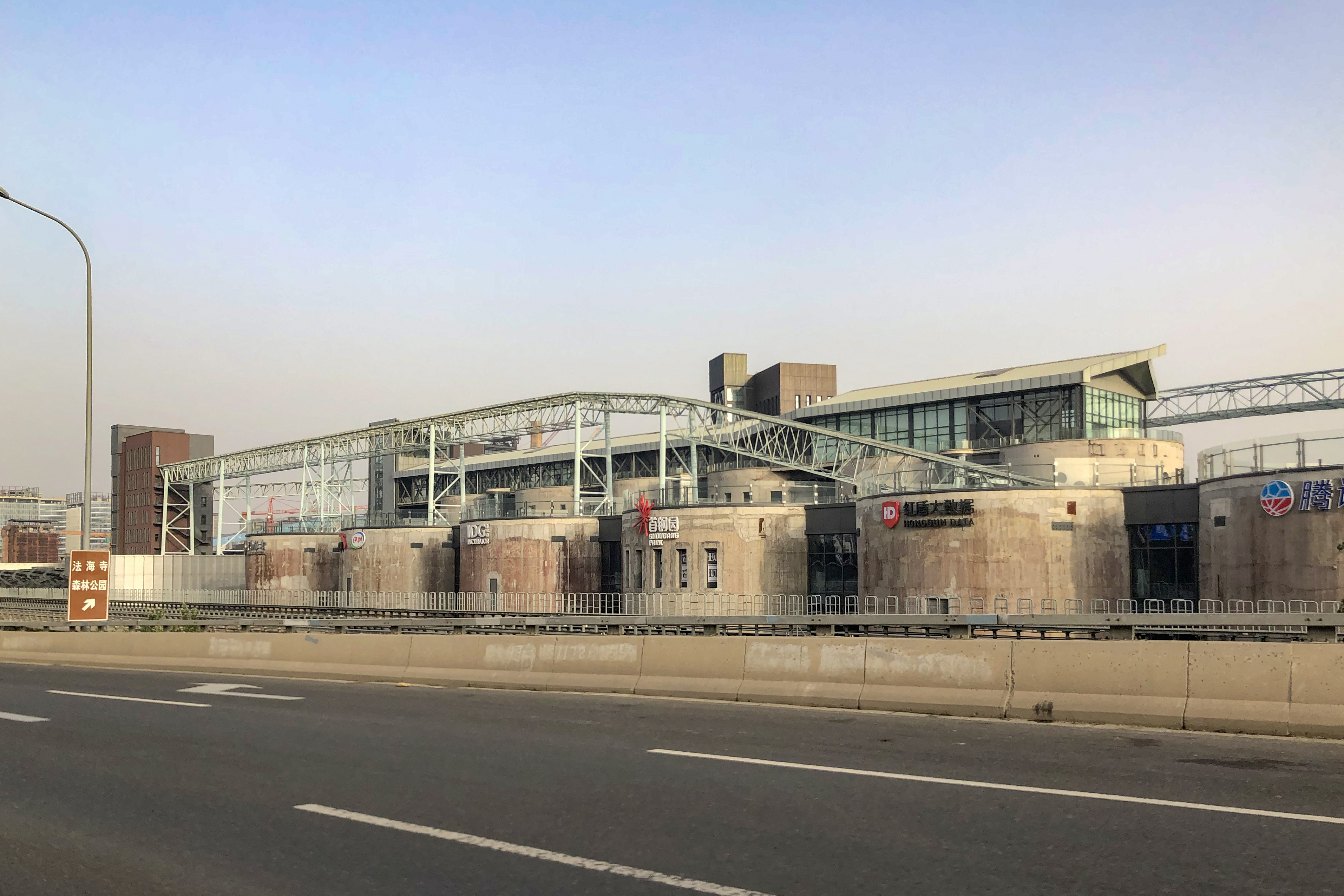
2020
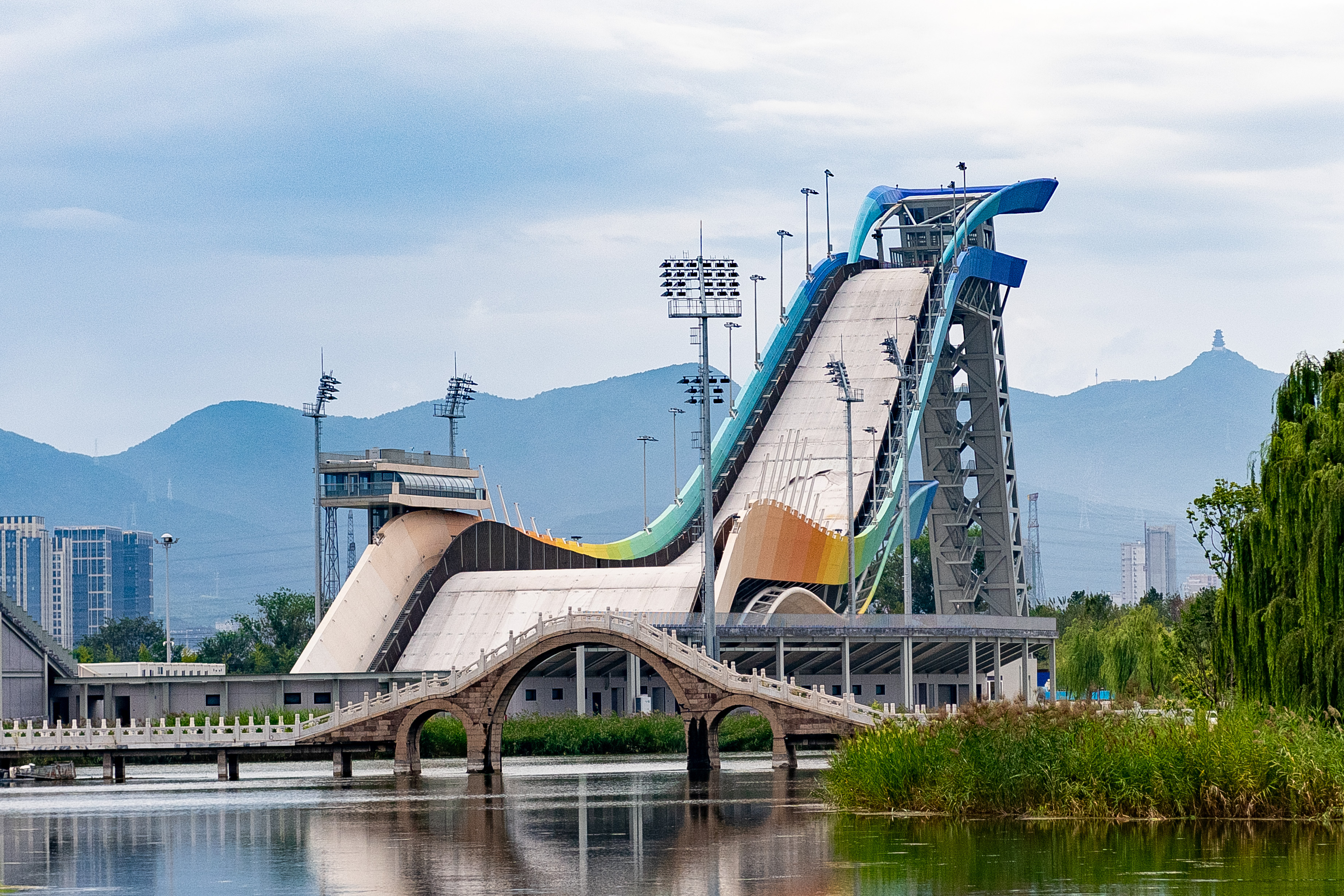
2021